# Pardosa ninigoriensis
Pardosa ninigoriensis là một loài nhện trong họ Lycosidae.
Loài này thuộc chi Pardosa. Pardosa ninigoriensis được Mcheidze miêu tả năm 1997.